# Singularité nue
Pour les articles homonymes, voir Singularité.

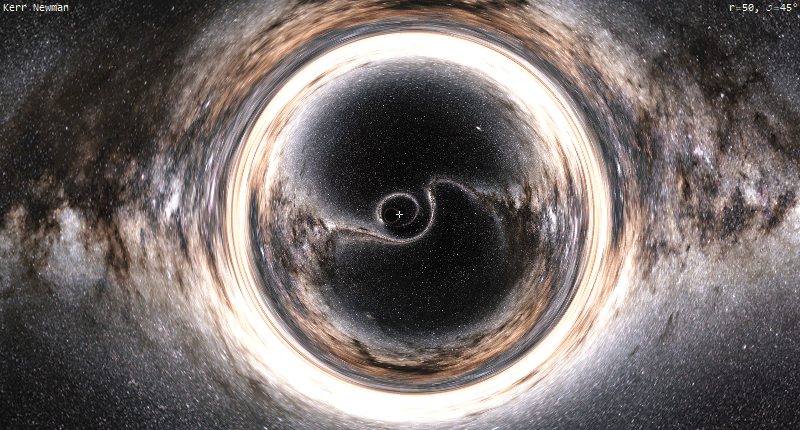
Lentille gravitationnelle produite par une singularité nue de Kerr-Newman.

En relativité générale, une singularité nue (en anglais : naked singularity) est une singularité gravitationnelle qui ne serait pas cachée derrière un horizon des événements.
Le concept s'oppose à celui d'une singularité située à l'intérieur d'un trou noir, qui est cachée par l'horizon à partir duquel la force gravitationnelle courbe suffisamment l'espace-temps pour que même la lumière ne puisse s'en échapper. Par conséquent, les objets situés à l'intérieur de l’horizon des événements, y compris la singularité elle-même, ne peuvent être observés directement. Une singularité nue, en revanche, serait observable de l'extérieur. 
L'existence de telles singularités gravitationnelles reste hypothétique. Elle est prédite par certaines solutions à l'équation d'Einstein : c'est, par exemple, le cas de la métrique de Kerr et de celle de Reissner-Nordström. Mais en 1969, le mathématicien Roger Penrose a exprimé la conjecture, dite de censure cosmique, selon laquelle il n'y en aurait pas d'autres que celle associée au Big Bang. Puis, en 1986, le cosmologue canadien Werner Israel a démontré que si la rotation propre d’un trou noir atteint sa fréquence extrême, alors son moment cinétique ralentit, empêchant la formation de la singularité nue de l'espace-temps de Kerr rapide. Pour autant, certaines recherches de la gravitation quantique à boucles ainsi que des simulations numériques suggèrent que les singularités nues pourraient exister dans la nature,,,.